# Armando Miranda
Armando Miranda (San Paolo, 12 dicembre 1939 – San Paolo, 7 aprile 1980) è stato un calciatore brasiliano.
Soprannominato "Boca" o "Miranda Miranda" (da non confondere con l'allenatore portoghese Armando Antonio Miranda), giocava nel ruolo di centravanti.

## Biografia
Nato a San Paolo, era di origine italiana: il padre e la madre provenivano dal paese di San Giuliano presso Napoli. Finita la carriera, giocò al livello amatoriale nel club brasiliano Telefônica di Água Branca e lavorò in una azienda di trasporti, la "Atlas Transporte". Morì ad appena quarant'anni a San Paolo.

## Carriera

Miranda alla Juventus nella stagione 1962-1963

Si rivelò nella squadra brasiliana del Corinthians e poi passò in prestito nel 1962 alla squadra del Flamengo, che fra maggio e giugno 1962 fu impegnata in una lunghissima tournée con esibizioni in Spagna, Italia, Paesi scandinavi, Europa dell'Est, Africa. Miranda, che partecipò a quasi tutte le partite, segnando anche 8 gol, fu apprezzato da molti osservatori tecnici. Nel Flamengo disputò complessivamente 25 partite, realizzando 9 gol. Iniziato il campionato brasiliano nelle file del Flamengo, nel settembre del 1962 il Corinthians lo cedette alla Juventus di Torino, che era alla ricerca di un centravanti potente, in grado di non far rimpiangere John Charles.
Non molto dotato tecnicamente, Armando Miranda era alto e prestante, e rimase famoso per la potenza del suo tiro e per le capacità balistiche su punizione che gli consentirono gol quasi impossibili. Miranda dimostrò un'alta percentuale realizzativa, disputando tra campionato e Coppa delle Alpi 20 partite e realizzando 15 gol (12 reti in 17 partite in serie A). Giocò un solo anno a Torino: oltre ad alcuni infortuni muscolari, che ne limitarono le presenze, patì probabilmente l'ostilità dell'argentino Omar Sívori, fuoriclasse della squadra.
L'anno successivo, Miranda passò al Catania dove giocò appena 10 partite, segnando una rete proprio contro la Juventus. Tornato in Brasile giocò in seguito con le squadre del Clube Atlético Juventus di San Paolo, del Portuguesa de Desportos e della Ferroviária de Araraquara. Nel 1967 ottenne un ingaggio in Colombia con l'Atlético Junior (squadra nella quale militarono negli stessi anni anche i celebri giocatori brasiliani Garrincha e Quarentinha), con buone prestazioni, alternando periodi di gioco in patria (per l'Internacional di San Paolo, l'Agua Verde e il Coritiba) ad altri in Colombia.
Nel 1970 fu il terzo miglior cannoniere del campionato colombiano con 24 reti.